# 掃毒2天地對決
《掃毒2：天地對決》，是2019年香港警匪動作片，由邱禮濤導演，邱禮濤、李敏和李昇聯合編劇，韓平任動作設計，劉德華、古天樂、苗僑偉及林嘉欣領銜主演，由張國強、陳家樂、衛詩雅、文仲華及歐陽靖主演，並由鄭則仕、林家棟、周秀娜及應采兒特别演出。中国大陆、臺灣、香港分別於2019年7月5日、7月12日、7月16日上映。中國大陸收獲13.12億元人民币成為港產片大陸市場票房冠軍。赢得第39屆香港電影金像獎最佳視覺效果獎。
本片代表香港角逐第92届奧斯卡金像獎最佳國際影片獎。續集《掃毒3人在天涯》于2023年7月上映。

## 劇情
2004年，余順天和馮振國（地藏）都是黑幫社團「正興」的骨幹成員，「正興」首腦余南還是余順天的親叔叔。女友陳靜美因接受不了阿天的黑幫身份，選擇與阿天分手離開他並獨自回菲律宾。阿天收到南叔的指令，將地藏帶到南叔面前，原來是地藏的場子有人販賣毒品、破壞幫規，南叔讓阿天執行家法，地藏向老大求饒無果還是被阿天砍掉三根手指，只因余南和阿天的父親都死於吸毒，二人極為痛恨毒品，自此地藏被驅逐出幫會。毒品調查科總督察林正風警官帶隊到地藏的場子掃毒臨檢，剛生下女兒的林SIR之妻張清意外地誤被一名女毒販用刀劃破脖子最後不治殉職，留下林SIR一人撫養女兒林海嵐長大。
不久余順天選擇離開「正興」，轉入金融界，結識女律師鄒文鳳並結婚。事業不斷壯大的阿天創建自己的控股公司成爲金融界的名流。另一方面，離開正興的地藏表面上從事豬肉販賣生意，私底下卻在毒品事業上越做越大，逐漸成爲香港的一大毒梟。
15年後（2019年），余順天收到前女友陳靜美寄來的一封信，告知自己已經癌症晚期，兩人現年已15歲的兒子Danny在菲律賓染上毒癮需要阿天的救助。阿天帶著手下來到菲律賓找Danny，一見面時剛剛吸過毒的Danny就從樓頂摔落而死。Danny之死讓阿天更加痛恨毒販，於是他讓黑客從香港警察總部的電腦裏竊取到大量正在被警方調查的在港毒販的訊息，找來從巴西歸來的下屬阿昌幫他秘密打擊毒販。
在一次林SIR帶隊抓捕大毒販阿巴斯與金新月的賣家進行的一大筆毒品交易的現場，受到不明人士的干擾，一車毒品也被搶走並被送到警局門口，原來是阿昌帶人幹的，而阿昌則在大戰現場受傷並被警察送到醫院接受治療。地藏被其他幾位毒販懷疑派人搶走那車毒品，於是地藏派人到醫院去搶傷者，通過手下傳來的手機照片他認出阿昌才明白是阿天指使的。在醫院搶人的過程中，地藏還是輸給阿天，最終阿昌被阿天派人護送到巴西。
鄒文鳳通過醫院檢查得知自己的输卵管有問題，自己無法生育。余南病逝後，余順天攜著妻子前往拜祭，並在現場與地藏發生言語衝突，地藏在林SIR帶隊的警察和許多記者面前汙蔑阿天以前曾殺人還販毒，鄒文鳳以律師的口吻警告地藏公開亂講話要承擔法律責任。在一次賽馬比賽中，阿天的「一代天驕」戰勝地藏的「地藏菩薩」奪冠，事後「一代天驕」卻被地藏的人砍掉一隻馬蹄，此舉加深阿天對地藏的怨恨。
林海嵐目睹好友在學校因吸毒而墜樓身亡，她痛苦萬分寫信給世界滅毒委員會香港分會主席余順天求助，之前她因反毒作文獲獎受到余的表彰。面對媒體的追問，余公開懸賞一億港幣消滅香港最大毒販。由於「最大毒販」並不確定是誰，警方高層對此非法懸賞也無可奈何，懸賞引起的私刑處決行爲以及毒販幫派之間的火拼行為導致除地藏外的大量毒販或死或逃。林SIR以違法和人權為由要求余順天收回懸賞被余拒絕。面對人身威脅，香港僅存的大毒梟地藏要求警方24小時人身保護，還私下懸賞一億一千萬殺死余順天。
由於鄒文鳳無法生育，以及余順天的黑幫經歷和隱瞞私生子的事情，她最後與阿天離婚。就在兩人分手之時遭到地藏手下的暗殺行動，雖然阿天躲過一劫，然而已坐在車上的妻子則不幸遇害，文鳳的死令阿天悲痛萬分，也讓地藏感到錯愕和憂心。
地藏在警察的護送下去機場的途中，余順天帶領手下展開對地藏的追殺行動，警方、地藏手下和阿天人馬的激烈追逐和槍戰讓三方各有人員死傷，包括女警Apple和余順天之得力助手兼首席保鏢阿明等人。後來地藏和阿天開車一前一後雙雙駛入港鐵中環站，兩車瘋狂追逐引起站内乘客的恐慌和躲閃。最終兩車竟然還躍進港鐵軌道上並逼停一輛港鐵列車。阿天開槍質問地藏竟然害死他老婆，地藏則辯稱造成今天這個局面阿天也有責任。地藏質問阿天為什麼一開始就不相信他？他的場子有人販毒，不是他。林SIR來到後開槍打傷阿天的一條腿，最後阿天與地藏互相開槍同歸於盡，林SIR目睹二人的下埸後崩潰並對此結果無言以對。
事後林SIR的銀行卡收到一筆巨款（很可能是余順天的一億賞金）。林SIR遂按照阿天的遺囑於马尼拉成立以其及其私生子為名的青年康復中心，以協助當地青年人逃出毒癮，重過新生活。

## 角色

### 顺天控股集团
| 演員   | 角色   | 介紹 |
| 劉德華 | 余順天 | 天哥、財技天王 代表「天」 顺天控股集团主席 慈善家兼金融大鳄，並獲封為太平紳士 世界灭毒委员会香港分会主席 因祖父和父親因毒品而死而痛恨毒品，且嫉恶如仇并招募雇佣兵组建民间扫毒团 社團「正興」前成員 黑白两道通吃 余南之姪子兼門生 曾於2002年參與砵蘭街黑幫大廝殺 地藏之同門兼好兄弟，後來因余南誤會地藏售賣毒品而吩咐余順天斬去地藏的右手手指，因此與地藏反目成为死敌 陳靜美之前男友，於2004年分手 后来結識女律师鄒文鳳結為夫妻 余（陳）丹尼之父 在看到菲律賓警方譴責毒販的演說後有感而發，因而僱用黑客竊取警方資料庫中的毒販資料，並委派手下將毒販殺害，後更直接給全香港最大毒販的性命懸紅一億 結尾与地藏於港鐵軌道上互相开枪同归于尽，死後仍然不斷扣動扳機 結局與余（陳）丹尼被以自己之名於馬尼拉成立青年康復中心，以作為紀念兩父子及協助菲律賓當地青年逃出毒海，重過新生 |
| 林嘉欣 | 鄒文鳳 | 鄒律師 大律师 顺天控股公司执行董事兼首席法律顾问 余顺天妻子 因荷爾蒙分泌失調而不育，但故意隱瞞不讓余順天知道 得知余順天的過去和其私生子的秘密，以及道出其不育的消息後，認為二人均無法互相坦白，因而決定離婚 在簽字離婚後離開律師樓時余順天遭地藏手下襲擊，過程中被地藏的手下误杀，躺在余順天懷中死去 |
| 張國強 | 明     | 余順天之得力助手兼保镖队长 替余順天處理黑白兩道的事務，對其忠心耿耿 在追殺地藏的過程中遭地藏手下和警方不斷射擊，導致其座駕發生爆炸，翻車身亡 |

### 毒販
| 演員             | 角色   | 介紹 |
| 古天樂           | 馮振國 | 本片終極大反派 地藏哥 代表「地」 表面是豬肉商人，实为香港四大毒販之一 「正興」前成員 曾為余順天之同門兼好兄弟，後來因余南誤會地藏售賣毒品而吩咐余順天斬去地藏的三根手指，因此與余順天反目成为死敌 結尾於港鐵軌道上与余顺天互相开枪同归于尽                                                            |
| 張竣杰           | 迪奇   | 地藏之左右手，對其忠心耿耿，即使余順天懸紅一億亦沒有背叛其 在地藏被追殺時奮力保護其，後在追逐戰時擊殺了緊隨地藏、余順天和林正風的阿明，卻因收掣不及高速撞上了一輛雙層巴士，當場斃命 |
| 應采兒           | 方悠嘉 | Ca姐 香港四大毒販之一，掌握泰國貨源 為人冰雪聰明，而且與眾毒販關係友好 於余順天懸紅一億後因為她手下全部倒戈並追殺她，因此逃到了鄰近警署並向警方申請保護 |
| 恭碩良           | 曹泰   | 與曹平合稱泰平兄弟 與其弟為香港四大毒販之一，掌握歐洲貨源，主要販賣毒菇 曹平之兄 與地藏不和，數度質疑余順天派出掃毒的殺手為地藏幕後指使以獨吞毒品市場 余順天懸紅一億後被追殺，遭強行餵食毒菇哽咽身亡                                                                                                  |
| 歐陽靖           | 曹平   | 與曹泰合稱泰平兄弟 與其兄為香港四大毒販之一，掌握歐洲貨源，主要販賣毒菇 曹泰之弟 與地藏不和，數度質疑余順天派出掃毒的殺手為地藏幕後指使以獨吞毒品市場 余順天懸紅一億後被追殺，遭強行餵食毒菇哽咽身亡                                                                                                  |
| 喬寶寶           | 阿巴斯 | Abbas 阿富汗人 香港四大毒販之一，掌握南亞貨源 與Josef進行可卡因交易時遭警方和余順天派遣的手下同時掃蕩，雙方均以為對方設局而在酒樓裏爆發槍戰，並落荒逃到一艘廢棄輪船 後遭余順天的手下發現，在其背上注射了數十支充滿可卡因的針筒，導致其吸收過量毒品而死 其屍體被余順天的手下綁上一塊寫著「毒販的下場」的紙牌 |
| 辛格·哈提汗·比托 | 阿里   | 毒品拆家，實為警方臥底 阿巴斯之手下 林正風之下屬 在與Josef交易時遭警方和余順天的手下同時掃蕩，四方人馬爆發槍戰，過程中試圖阻止余順天的手下駛走裝滿可卡因的貨車，卻反遭槍殺身亡，实际上被林正风误杀 其死亡令林正風極為內疚和惱怒                                                                       |
| 狼森             | Josef  | 阿富汗毒販 與阿巴斯進行可卡因交易時遭警方和余順天派遣的手下同時掃蕩，雙方均以為對方設局而在酒樓裏爆發槍戰 |
| 易宇航           | Julian | 歐洲毒販 |
| 李璨琛           |        | 毒品拆家，在路旁售賣混入丸仔的口香糖 遭余順天的手下用客貨車撞傷，再補上兩槍殺害 |
| 彭懷安           |        | 地藏手下 與地藏其中一名女伴鬼混，並遭地藏施以酷刑 |

### 警方
| 演員             | 角色   | 介紹 |
| 袁富華           |        | 警務處副處長（行動） |
| 劉江             | 張子明 | 毒品调查科总警司 林正風之上司 |
| 苗僑偉           | 林正風 | 林SIR 代表「人」 曾為反黑組高级督察，後為毒品调查科总督察，為人正義公正 張子明之下屬 官方扫毒团负责人 丘世鴻、謝家欣之上司 張清之夫兼上司 林海嵐之父 致力打擊毒販，但不認同余順天，直至得知余順天的遭遇後改觀 初時覺得余順天是一個虛偽的人，直至得知余順天的祖父、父親及私生子也是因毒品而死亡而對毒品痛心疾首才知道他並非虛偽 在目睹余順天和地藏於港鐵軌道上互相開槍、同歸於盡後崩潰 在本片結局時林SIR的銀行卡收到了一筆巨款（很可能是余順天的一億賞金），遂按照阿天的遺囑於馬尼拉成立了以其及其私生子為名的青年康復中心，以協助當地青年人逃出毒癮，重過新生 |
| 江美儀           | 張清   | 警長 林正風之妻兼下屬 林海嵐之母 於2004年參與掃蕩馮振國管理的其中一個旗下娛樂場所時意外地被一名女毒販用刀劃破脖子最後不治殉职 |
| 陳家樂           | 丘世鴻 | 阿積 林正風下屬 喜歡Apple，並已向她求婚，但在追捕地藏和余顺天的行动中知道Apple殉職後傷心欲絕，並在她無名指上戴上戒指 |
| 衛詩雅           | 謝家欣 | Apple 林正風下屬 喜歡阿積 在追捕地藏和余顺天的行动中遭槍殺殉职，死後被丘世鴻無名指上戴上戒指 |
| 辛格·哈提汗·比托 | 阿里   | 毒品拆家，實為警方臥底 林正風之下屬 參見毒販 |
| 文仲華           | 亞東   | 林正風下屬 |

### 正興
| 演員   | 角色   | 介紹 |
| 鄭則仕 | 余南   | 坐館 余順天之叔兼老大 於2019年病逝 |
| 劉德華 | 余順天 | 前成員 余南之門生兼姪子 曾為地藏之同門 參見順天控股集團 |
| 古天樂 | 馮振國 | 地藏 前成員，為數家娛樂場所之睇場 曾為余順天之同門 致力禁止於娛樂場所的毒品買賣，卻遭余南誤會其販賣毒品而吩咐余順天斬去其手指 參見毒販                                                                    |
| 歐瑞偉 | 趙永昌 | 阿昌 余順天之前左右手，對其忠心耿耿 成員 於2019年受余順天吩咐帶隊狙擊毒販，卻在與阿巴斯手下、Josef手下和警方槍戰時意外中槍，遭拘捕並送院 入院期間險被地藏之手下擄走，中途被余順天派手下救起並送往巴西歸隱 |
| 冼灝英 |        | 成員 余南之直屬手下，對其忠心耿耿 負責打點余南之身後事 |

### 其他人物
| 演員                                        | 角色           | 介紹 |
| 周秀娜                                      | 陳靜美         | 余順天前女友，於2004年離開其返回菲律賓後誕下丹尼 余（陳）丹尼之母 於2019年因末期癌症逝世 |
| 吳子藝                                      | 余（陳）丹尼   | 菲律賓華僑 陳靜美之子 為余順天之私生子，但余順天不知情 因吸毒於與余順天在某建築物的天台初次見面期間便失足墮樓身亡 結局與余順天被以自己之名於馬尼拉成立青年康復中心，以作為紀念兩父子及協助菲律賓當地青年逃出毒海，重過新生 |
| 李賞                                        | 林海嵐         | 林正風與張清之女 在學校目睹多年好友Fanny因吸食毒品後有幻觉而跳楼身亡 因母親和好友的死的緣故痛恨毒販 在大雨時向余順天遞交打擊毒販的請願信時突然昏倒被送醫                                                                   |
| 王彥珈（1歲）                               | 林海嵐         | 林正風與張清之女 在學校目睹多年好友Fanny因吸食毒品後有幻觉而跳楼身亡 因母親和好友的死的緣故痛恨毒販 在大雨時向余順天遞交打擊毒販的請願信時突然昏倒被送醫                                                                   |
| 石天茵（6歲）                               | 林海嵐         | 林正風與張清之女 在學校目睹多年好友Fanny因吸食毒品後有幻觉而跳楼身亡 因母親和好友的死的緣故痛恨毒販 在大雨時向余順天遞交打擊毒販的請願信時突然昏倒被送醫                                                                   |
| 劉雪兒（15歲）                              | 林海嵐         | 林正風與張清之女 在學校目睹多年好友Fanny因吸食毒品後有幻觉而跳楼身亡 因母親和好友的死的緣故痛恨毒販 在大雨時向余順天遞交打擊毒販的請願信時突然昏倒被送醫                                                                   |
| 林家棟                                      |                | 律政司司长 |
| 譚小環                                      | 萧家文         | 婦科醫生 替鄒文鳳檢查 |
| Maethi Thapthimthong （页面存档备份，存于） | 菲律賓特警組長 | 率領到寮屋區的掃毒行動，並在電視發表演說 |
| 何華超                                      |                | 余順天之父 余南之兄 吸毒而死 |
| 冼色麗                                      |                | 余順天之母 余南之嫂 被其丈夫強迫賣淫以獲取金錢購買毒品 |
| 安德尊                                      |                | 馮振國代表律師 |
| 黃宇詩                                      |                | 事務律師 處理余順天和鄒文鳳的離婚 |
| 黃嘉雯                                      |                | 地藏女伴 |
| 黎蘊芝                                      |                | 地藏女伴 |
| 彭懷安                                      |                | Jenny 男友 |
| 張達倫                                      |                | 保安局副局長 |
| 湯沛宜                                      | Jenny          | |
| 鍾溥敏                                      |                | 鄒文鳳之私人助理 |

## 制作
2018年3月15日，寰宇娛樂集团正式宣布《扫毒2》与《拆弹专家2》两部影片将全面启动，邱礼涛担任新片导演，刘德华以监制及主演身份加入《扫毒2》，前部主演只有古天乐回归，跟前作相比会有完全不一样的角色和故事线。導演邱禮濤表示《掃毒2》原意是想拍一部沒有警察的緝毒電影，但要完全沒有警察、單單拍攝反派人物，無法通過中國大陸電影審查。起初只有很少戲份，審查後再逐漸添加。
《扫毒2》于2018年6月开拍，制作费用达到2500万美元，在香港及菲律宾两地选景拍摄，耗巨资花費5個月的時間，上千人專業團隊在香港著名地標啟德郵輪碼頭旁，重新搭建出1:1的港鐵中環站实景，动作场面会全面升级。2018年6月23日，媒体报道了主创在香港开拍的图片新闻。同年9月上旬杀青。
拍攝場地有：鶴園凱旋工商中心一期和對出民裕街、佐敦廟街寶發大廈地下2號舖、寶靈商業中心、聖若瑟書院、銅鑼灣羅素街22-24號LAPERLA、黃竹坑醫院、赤鱲角民航處總部辦公大樓、石硤尾報案中心及西九龍機動部隊行動基地、中環干諾道中、德輔道中、遮打道。
邱导演表示拍摄全程虽然难度很大，但都非常顺利，是一个愉快的过程。刘德华作爲监制和主演，从演员表演、场面调度、到动作设计都亲力亲为，给予許多有益的拍摄建议和指导。古天乐说这次角色是自己演过最奸猾的一个。而饰演“扫毒行动总指挥”的苗侨伟称自己夹在天地之间，角色难度很高。刘德华挑选林嘉欣担任女主角，为两人首次合作；林嘉欣说第一次和刘德华合作感到非常放心，稱讚刘德华是一个非常绅士的人。本片也是刘德华与古天乐继2007年的《门徒》后相隔12年再度合作，為兩人第四次合作。值得一提的是，劉德華和古天樂都演過楊過，苗僑偉則演過楊康。

## 歌曲
| 曲別     | 語言 | 歌名                               | 作曲        | 作詞        | 演唱           |
| -------- | ---- | ---------------------------------- | ----------- | ----------- | -------------- |
| 主題曲   | 粵語 | 《兄弟不懷疑》                     | 蔡曉恩      | 劉德華      | 劉德華、古天樂 |
| 主題曲   | 國語 | 《兄弟不懷疑》                     | 蔡曉恩      | 劉德華      | 劉德華         |
| 片頭插曲 | 英語 | Wayward One （页面存档备份，存于） | Jillian Rae | Jillian Rae | Jillian Rae    |

## 發行
2019年3月18日，電影劇組全陣容亮相香港影視娛樂博覽，導演邱禮濤攜劉德華、古天樂、苖僑偉、林嘉欣、周秀娜等演員出席了影片新聞發佈會，曝光了《掃毒2》的定檔預告和定檔海報，並宣佈中國將於7月12日上映。
2019年5月28日，發佈「雙雄」海報，香港確定上映日期7月16日。5月30日發佈新版的預告。6月16日，中國大陸的公映日期推遲一周改至7月19日。6月25日，宣佈中國大陸提早至7月5日上映。7月1日，影片的终极海报、全阵容预告片發佈。粤语版于7月4日18:00在广东省提前上映。主創7月5日到廣州、7月9日到成都、7月10到上海參加路演活動。7月7日，邱礼涛携主演刘德华、古天乐、苗侨伟、林嘉欣、卫诗雅亮相北京发布会。7月13日下午，邱禮濤和劉德華出席臺北市西門町的宣傳見面會。7月15日舉行香港慈善首映禮。

### 評價
1905电影网“小电君”：“《扫毒2》稍逊前作，但是整体及格。这部影片保持了导演邱礼涛一贯的水准。导演过往拍摄B级片（低预算影片）的经历，也为电影情节的编排上，提供了几场足够燃情的动作戏。同时，适当的文戏并不拖沓，99分钟的片长使得整体节奏非常紧凑。但是稍有不足的是，电影中的人物缺少深度，几处情节经不起推敲。不过，作为一部缉毒题材的电影，导演在深度上还是花了一定的功夫。影片见缝插针地展示了毒品的危害，少男少女吸毒后，精神亢奋而轻生；孕妇吸毒生下的婴儿一出生就要在戒毒所治疗……种种残酷的事实给人真切的警醒，这些细节让电影在感官刺激之外，还多了几分人文关怀。除此之外，电影带感的还是属于片尾的地铁站飙车戏，那种天马行动的动作编排，让人血脉偾张。怪不得会有观众评价这部影片有久违的港味。”
普通观众一般认为演技精湛、场面火爆，剧情编排和情感力度稍弱。烂番茄上6篇专业影评新鲜度为67%。

### 票房
中國大陸方面7月4日18:00在广东零點場当天以3.32%的排片获得了1532万的票房，位居当天票房亚军。中國大陸首日票房破億打敗《蜘蛛俠：決戰千里》，當日達1.31億元，首週未3天票房4.3億。由於中國大陸票房收入為6240萬美元，週末成為全球票房第三高的電影。7月16日，上映12天突破十億大關，這是劉德華擔任第一主演首部在内地過十億人民幣的電影，也是古天乐担任主演的首部十亿电影。最终票房13.12亿元，超越2018年《无双》的12.73亿成为港产片大陆市场票房冠军，直到2021年1月被《拆弹专家2》超越。
新加坡方面首周末票房38萬坡元，排名上周票房亞軍，亦是賀歲檔之外，首周末票房成績最佳的亞洲電影。8月10日突破110萬票房，成為全年本地亞洲電影票房亞軍；最终以111万新元位居新加坡亚洲电影票房第四位。 
台灣方面是港片繼《寒戰II》後單日票房最高紀錄，首周末總計台北開出498萬台幣佳績，打破今年華語電影的開片票房紀錄。全台票房則逼近1700萬，觀影人次達到近7萬人次，創下今年台灣華語電影首周觀影人次紀錄，榮登2019年華語片首周票房冠軍。截至7月28日全台票房3842万元，最终成绩超过4000万。
香港方面首日上映的票房大收超過220萬港元，已打破同樣是劉德華與邱禮濤導演合作的《拆彈專家》首日的135萬票房，同時也超過《掃毒》首日215萬票房。最终累積票房2488萬港元，为香港年度华语片票房亚军，仅次于取得3136万的《廉政風雲 煙幕》。
北美票房為60.9萬美元，澳洲為22.17萬美元，新西蘭3.61萬美元，越南為19.88萬美元。
| 上一届： 《蜘蛛俠：決戰千里》 | 2019年中國內地一周票房冠軍 第27週 | 下一届： 《银河补习班》 |

## 奖项
| 年份 | 颁奖典礼                    | 奖项                 | 姓名                                                          | 结果                                                     |
| ---- | --------------------------- | -------------------- | ------------------------------------------------------------- | -------------------------------------------------------- |
| 2020 | 第3屆最港電影大獎           | 最港男演員           | 古天樂                                                        | 提名                                                     |
| 2020 | 第3屆最港電影大獎           | 我最喜愛港片         | 《掃毒2天地對決》                                             | 提名                                                     |
| 2020 | 第39屆香港電影金像獎        | 最佳動作設計         | 韓平、吳海堂                                                  | 提名                                                     |
| 2020 | 第39屆香港電影金像獎        | 最佳原創電影歌曲     | 《兄弟不懷疑》 作曲：蔡曉恩 填詞：劉德華 主唱：劉德華、古天樂 | 提名                                                     |
| 2020 | 第39屆香港電影金像獎        | 最佳音響效果         | 聶基榮、葉兆基                                                | 提名                                                     |
| 2020 | 第39屆香港電影金像獎        | 最佳視覺效果         | 余國亮、馬肇富、梁偉民、何文洛                                | 獲獎                                                     |
| 2020 | 第3屆MOVIE6全民票選電影大獎 | 全民票選最佳電影     | 《掃毒2天地對決》                                             | 提名                                                     |
| 2020 | 第3屆MOVIE6全民票選電影大獎 | 全民票選最佳電影海報 | 《掃毒2天地對決》                                             | 提名                                                     |
| 2020 | 第3屆MOVIE6全民票選電影大獎 | 全民票選最佳導演     | 邱禮濤                                                        | 提名                                                     |
| 2020 | 第3屆MOVIE6全民票選電影大獎 | 全民票選最佳男主角   | 劉德華                                                        | 提名                                                     |
| 2020 | 第3屆MOVIE6全民票選電影大獎 | 全民票選最佳男主角   | 古天樂                                                        | 獲獎                                                     |
| 2020 | 第3屆MOVIE6全民票選電影大獎 | 全民票選最佳女主角   | 林嘉欣                                                        | 提名                                                     |
| 2020 | 第27届华鼎奖                | 中国香港最佳影片     | 《扫毒2：天地对决》                                           | 奖项空缺（影片获奖但由于没有片方代表出席颁奖礼而未颁发） |